# Анапский дельфинарий
Ана́пский дельфина́рий на Большом Утри́ше — дельфинарий и научно-исследовательская база. Расположен в Краснодарском крае на берегу Чёрного моря между городами Новороссийск и Анапа на озере Солёном в посёлке Большой Утриш недалеко от одноимённого острова. Дельфинарий создан по инициативе Института проблем экологии и эволюции им. А. Н. Северцова Российской академии наук в 1984 году и имеет несколько филиалов в городах России и офис в Москве. Основное назначение дельфинария — научно-исследовательская работа и популяризация научных знаний о морских млекопитающих.

## Общие сведения
Дельфинарий открылся для посетителей 19 июня 1992 года.
Расположен дельфинарий в морской лагуне, впадающей в Чёрное море и граничащей с заповедником Большой Утриш. Сетевые вольеры животных дельфинария расположены непосредственно в лагуне с проточной морской водой под открытым небом, там же происходит и шоу-представление, а зрители наблюдают его с трибуны, расположенной на берегу.
Такое расположение дельфинария в естественных условиях имеет две стороны: положительную и отрицательную. Положительная сторона в том, что животные живут практически в природной среде. Отрицательная в том, что расположение в естественных условиях позволяет работать только в теплое время года, поэтому анапский дельфинарий открыт с 15 мая по 15 октября.
В теплое время года в дельфинарии под открытым небом проходят представления с участием морских животных. В дельфинарии содержатся черноморские дельфины-афалины, белухи, северные морские котики, патагонские морские львы и северный морской лев.
Вольеры для животных расположены непосредственно в проточной морской воде, что позволяет наблюдать за животными практически в их природной среде.

## Морские животные
Изначально в анапском дельфинарии проживали только местные дельфины-афалины, считающиеся самыми дружелюбными морскими млекопитающими. Позднее в дельфинарий были привезены также северные морские котики, белые китята-белухи, северный морской лев-сивуч, патогонийские морские львы, ларга.

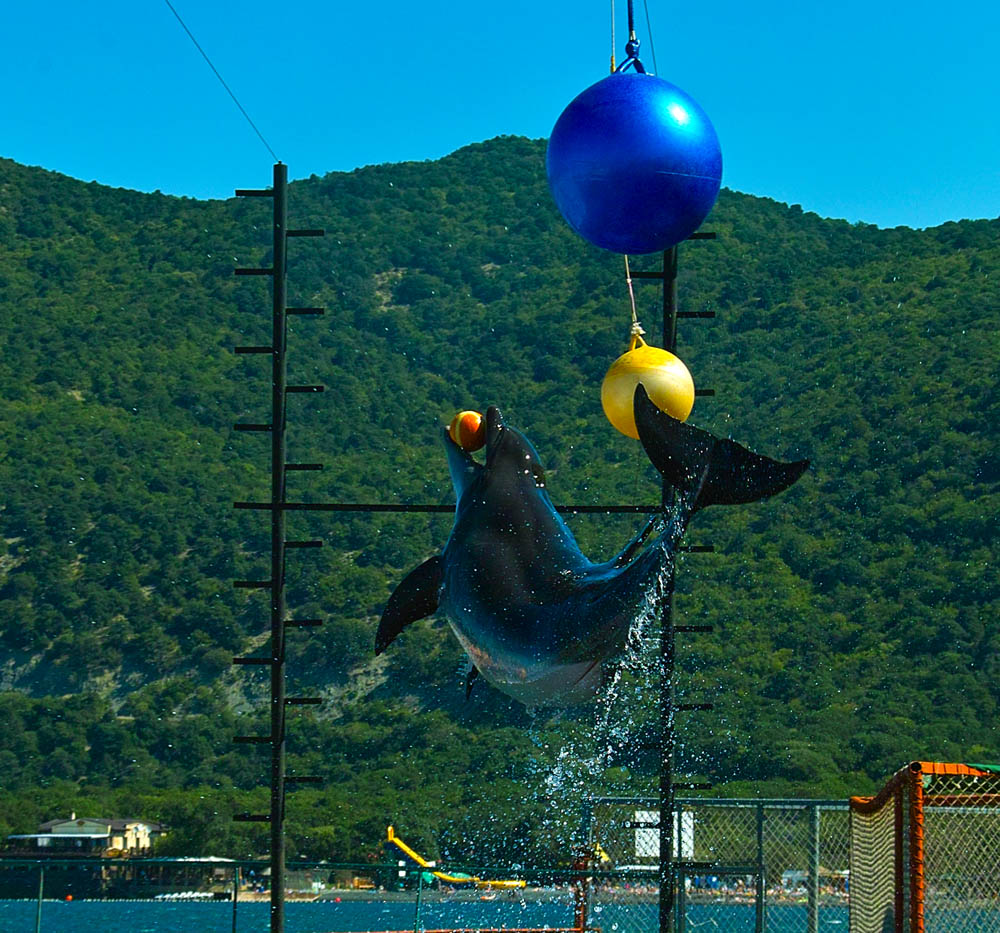
Дельфин-акробат
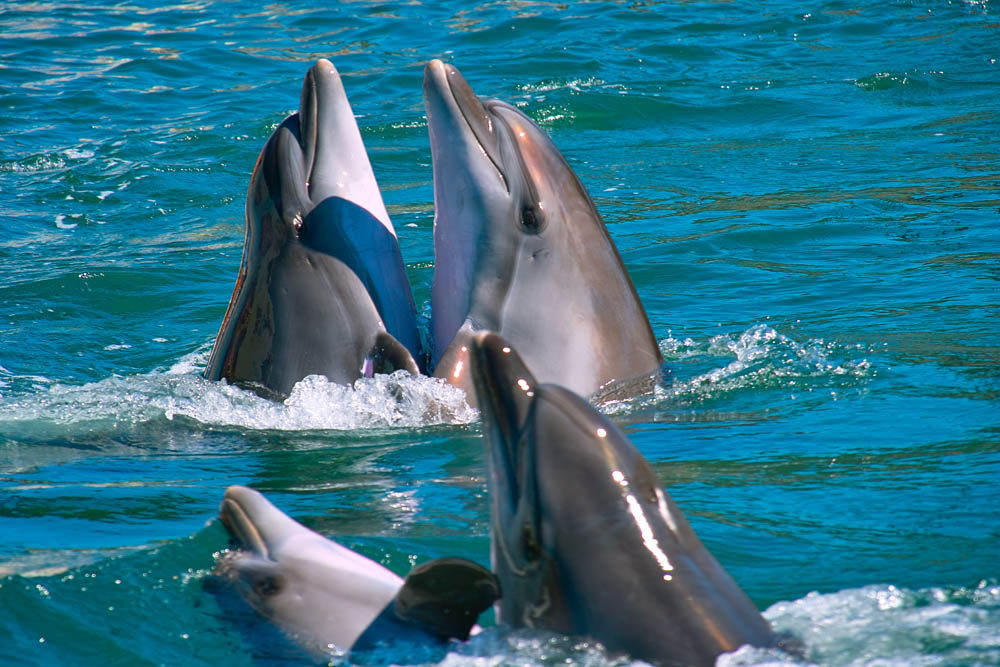
Танец дельфинов
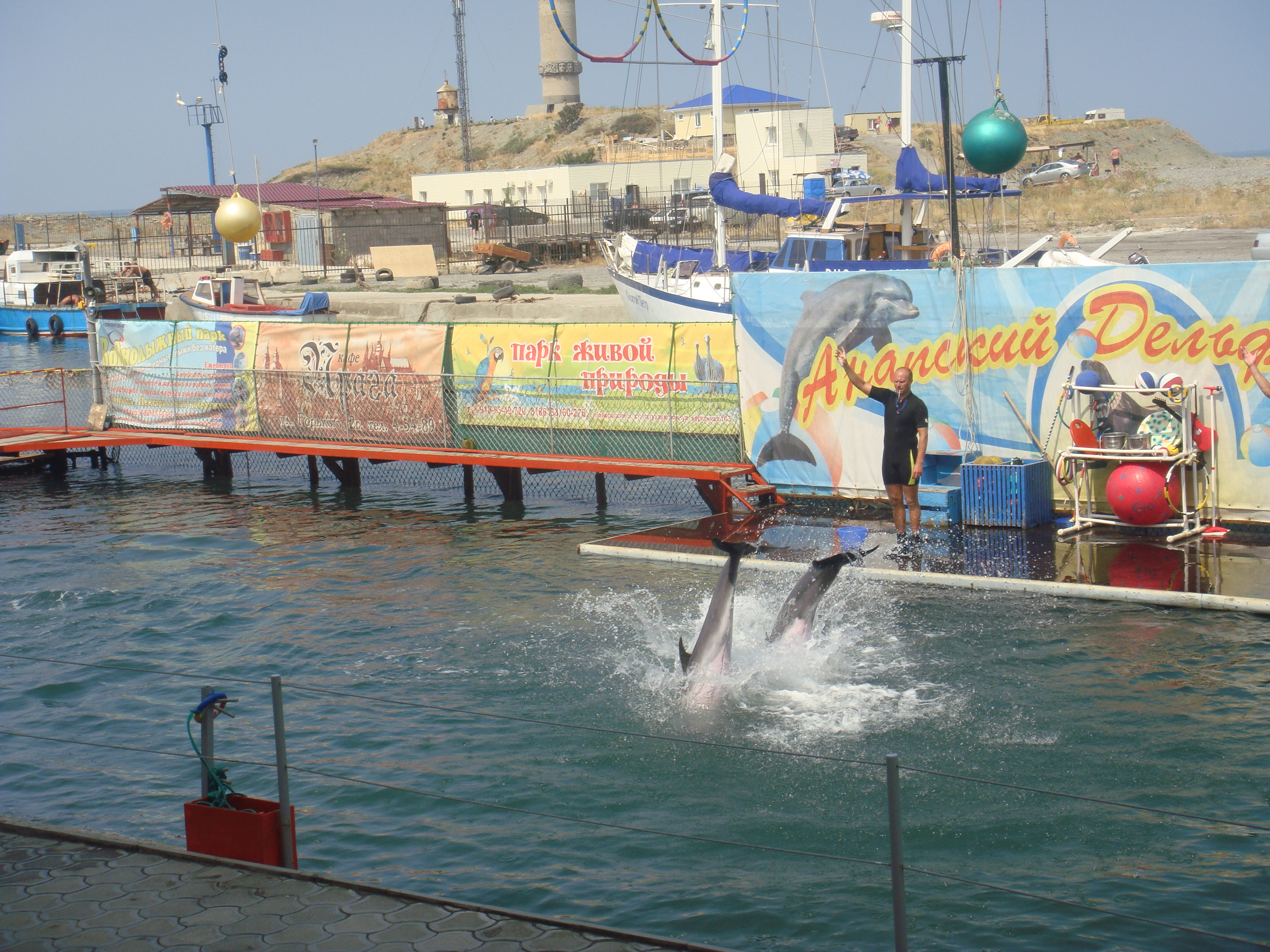
Дельфины и тренер
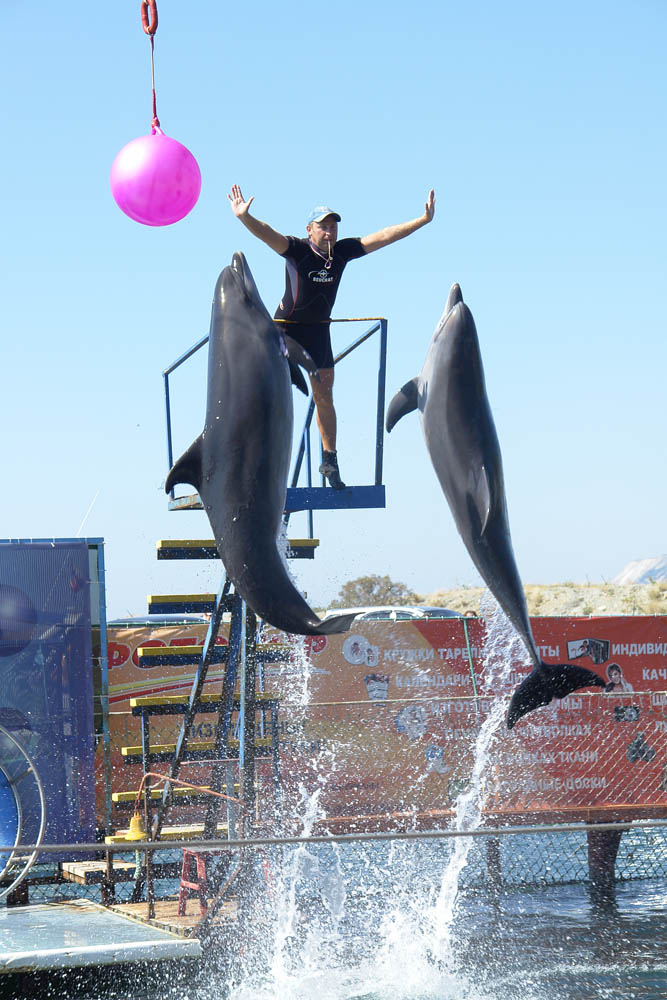
Синхронный прыжок дельфинов
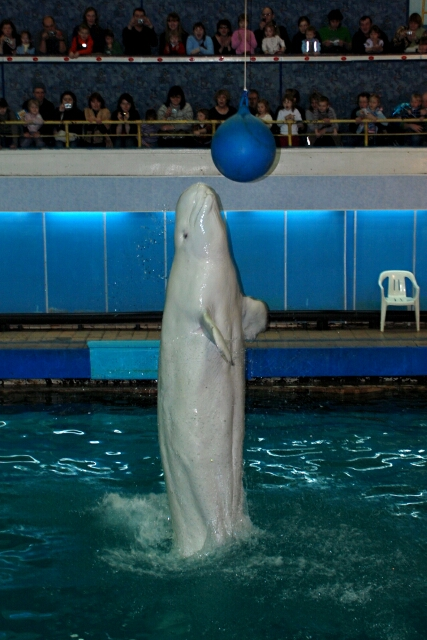
Белуха Егор
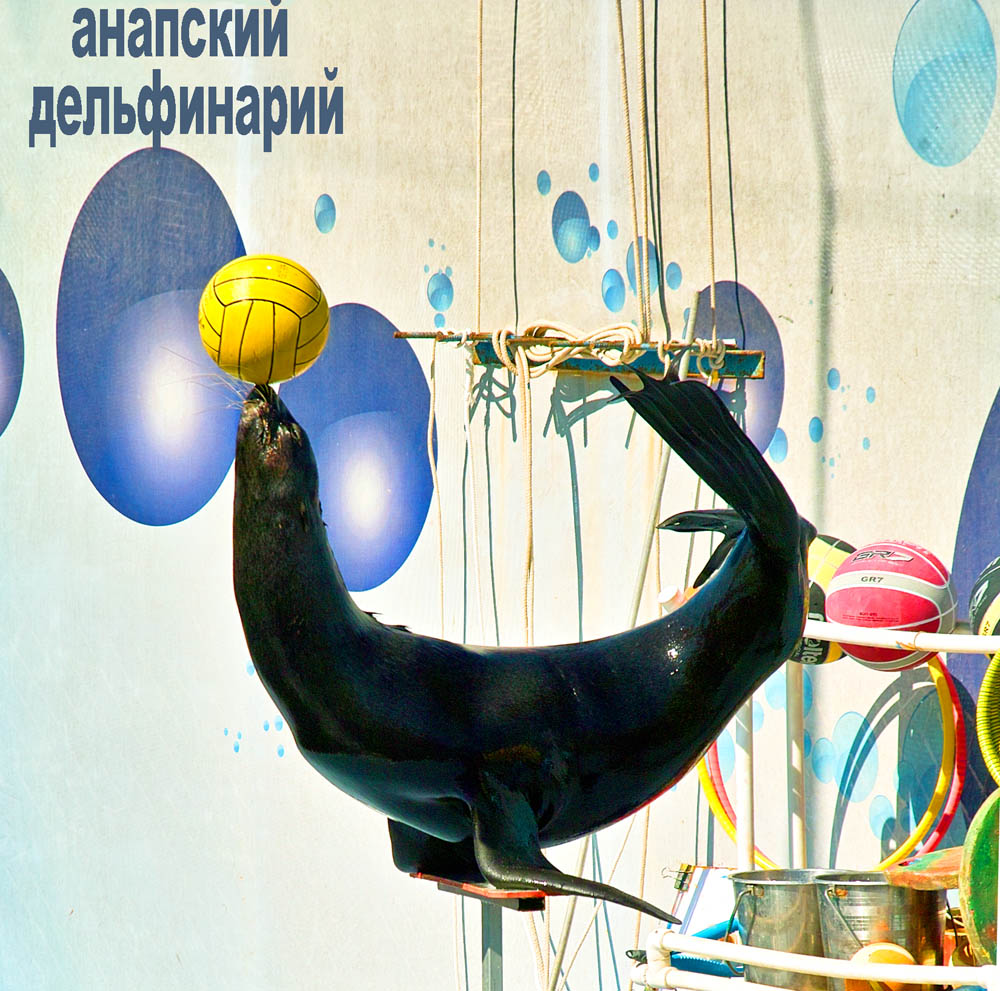
Морской котик

## Филиалы дельфинария

### Московский дельфинарий
Московский дельфинарий — культурно-развлекательное учреждение, ранее расположенное в Олимпийском дворце водного спорта (Москва). 
В апреле 2009 года сообщалось о рейдерском захвате московского и сочинского филиалов дельфинария, после которого, по сообщениям ряда СМИ, уход за животными ухудшился, что привело к гибели некоторых из них.
В 2011 году Московский дельфинарий закрыт. Собственник помещения, Москомспорт, в 2011 году отказался продлить договор аренды.

#### Состав животных Московского дельфинария
- Черноморские дельфины-афалины
- Белухи
- Моржи
- Сивучи
- Северные морские котики

### Санкт-Петербургский дельфинарий
Филиал открылся в августе 1998 года. До 2000 года работал в бассейне Морского колледжа, в настоящее время — в бассейне «Спартак» на Крестовском острове. Пока — единственный дельфинарий в городе, с одним бассейном.

### Сочинский дельфинарий
Сочинский дельфинарий — культурно-развлекательное учреждение, расположенное в Адлерском районе города Сочи (в Адлерском курортном городке). Здание и арена дельфинария построены и введены в эксплуатацию 30 декабря 1997 года. Бассейн, в котором проходят представления, имеет диаметр 20 метров, а глубину — 6 метров. Вместимость арены — около 1000 мест. Программа представлений обычно состоит из трёх частей (белухи, ластоногие и дельфины) и имеет продолжительность 45—50 минут.
С 2010 года и по сей день Сочинский дельфинарий захвачен рейдерами, которым помогает удерживать территорию одна из ОПГ Краснодарского края.

#### Состав животных Сочинского дельфинария в 2017 году
- Черноморские дельфины-афалины
- Белухи
- Сивучи
- Морские котики
- Моржи
- Морские львы